# 极点 (复分析)

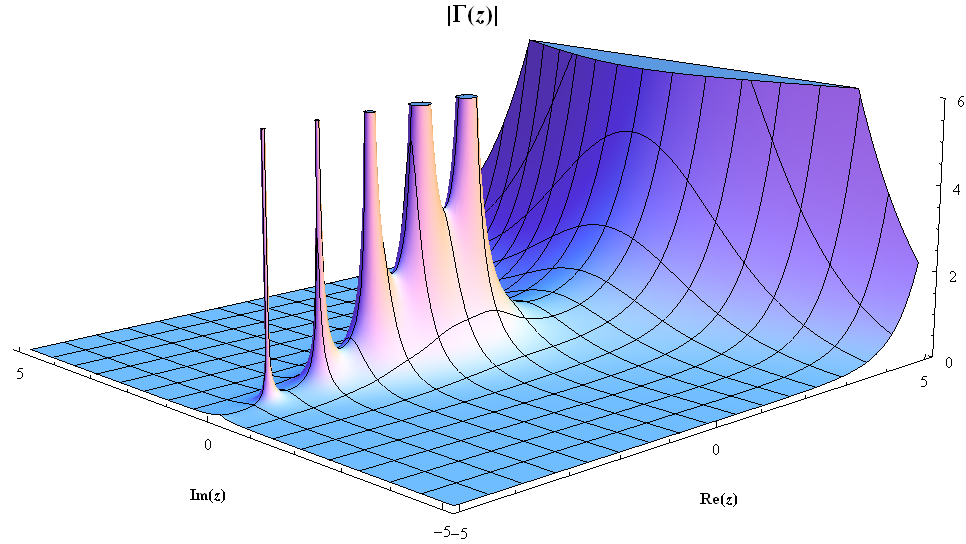
伽玛函数的绝对值。从左面可以看出，在极点处函数的值趋于无穷大。而在图像的右面，则没有极点。

亚纯函数的极点是一种特殊的奇点，它的表现如同{\displaystyle z-a=0}时{\displaystyle {\frac {1}{(z-a)^{n}}}}的奇点。也就是说，如果当{\displaystyle z\to a}时，函数{\displaystyle f(z)\to \infty }，那么{\displaystyle f(z)}在{\displaystyle z=a}处便具有极点。

## 定义
假设{\displaystyle U}  是复平面{\displaystyle \mathbb {C} }的开子集，{\displaystyle a}是{\displaystyle U}的一个元素，{\displaystyle f:U-\{a\}\to \mathbb {C} }是一个在定义域内全纯的函数。如果存在一个全纯函数{\displaystyle g:U\to \mathbb {C} }和一个非负整数{\displaystyle n}，使得对于所有{\displaystyle U-\{a\}}内的{\displaystyle z}，都有
{\displaystyle f(z)={\frac {g(z)}{(z-a)^{n}}}}
那么{\displaystyle a}便称为{\displaystyle f}的极点。满足以上条件的最小整数{\displaystyle n}称为极点的阶。一阶的极点又称为简单极点。

## 性质
1.函数f在极点a的极限值是{\displaystyle \infty }.也就是说
{\displaystyle \lim _{z\rightarrow a}f(z)=\infty }
2.由性质1.可知,如果令函数
{\displaystyle h(z)={\frac {1}{f(z)}}}
那么代入定义可知：
{\displaystyle h(z)=(z-a)^{m}{\frac {1}{g(z)}}}
其中{\displaystyle {\frac {1}{g(z)}}}在{\displaystyle z=a}点解析。那么有{\displaystyle z=a}是{\displaystyle h(z)}的m阶零点。
3.由于{\displaystyle g}是全纯函数，{\displaystyle f}可以表示为：
{\displaystyle f(z)={\frac {a_{-n}}{(z-a)^{n}}}+\cdots +{\frac {a_{-1}}{(z-a)}}+\sum _{k\geq 0}a_{k}(z-a)^{k}.}
这是一个洛朗级数，它的主部分是有限的。全纯函数{\displaystyle \sum _{k\geq 0}a_{k}(z-a)^{k}}称为{\displaystyle f}的正则部分。因此，点{\displaystyle a}是{\displaystyle f}的{\displaystyle n}阶极点，当且仅当{\displaystyle f}在{\displaystyle a}处的罗朗级数中所有低于{\displaystyle -n}的次数都为零，而{\displaystyle -n}次项不为零。

## 评论
如果函数{\displaystyle f}的一阶导数在{\displaystyle a}处具有简单极点，则{\displaystyle a}是{\displaystyle f}的一个分支点，但反过来不成立。
一个既不是极点又不是分支点的非可去奇点称为本性奇点。
除了一些孤立奇点外全纯的函数，且所有的奇点均为极点，则该函数称为亚纯函数。